# Loi d'amnistie espagnole de 1977
[non neutre]
 (avril 2024).
La mise en forme du texte ne suit pas les recommandations de Wikipédia : il faut le « wikifier ».
Les points d'amélioration suivants sont les cas les plus fréquents. Le détail des points à revoir est peut-être précisé sur la page de discussion.
- Les titres sont pré-formatés par le logiciel. Ils ne sont ni en capitales, ni en gras.
- Le texte ne doit pas être écrit en capitales (les noms de famille non plus), ni en gras, ni en italique, ni en « petit »…
- Le gras n'est utilisé que pour surligner le titre de l'article dans l'introduction, une seule fois.
- L'italique est rarement utilisé : mots en langue étrangère, titres d'œuvres, noms de bateaux, etc.
- Les citations ne sont pas en italique mais en corps de texte normal. Elles sont entourées par des guillemets français : « et ».
- Les listes à puces sont à éviter, des paragraphes rédigés étant largement préférés. Les tableaux sont à réserver à la présentation de données structurées (résultats, etc.).
- Les appels de note de bas de page (petits chiffres en exposant, introduits par l'outil «  Source ») sont à placer entre la fin de phrase et le point final[comme ça].
- Les liens internes (vers d'autres articles de Wikipédia) sont à choisir avec parcimonie. Créez des liens vers des articles approfondissant le sujet. Les termes génériques sans rapport avec le sujet sont à éviter, ainsi que les répétitions de liens vers un même terme.
- Les liens externes sont à placer uniquement dans une section « Liens externes », à la fin de l'article. Ces liens sont à choisir avec parcimonie suivant les règles définies. Si un lien sert de source à l'article, son insertion dans le texte est à faire par les notes de bas de page.
- La présentation des références doit suivre les conventions bibliographiques. Il est recommandé d'utiliser les modèles {{Ouvrage}}, {{Chapitre}}, {{Article}}, {{Lien web}} et/ou {{Bibliographie}}. Le mode d'édition visuel peut mettre en forme automatiquement les références.
- Insérer une infobox (cadre d'informations à droite) n'est pas obligatoire pour parachever la mise en page.

Pour une aide détaillée, merci de consulter Aide:Wikification.
Si vous pensez que ces points ont été résolus, vous pouvez retirer ce bandeau et améliorer la mise en forme d'un autre article.
La loi d'amnistie espagnole de 1977  est une loi adoptée par le Parlement espagnol et ayant reçu la sanction royale le 15 octobre 1977, deux ans après la mort du Général Francisco Franco. La loi a libéré les prisonniers politiques et permis aux exilés de retourner en Espagne, mais a également garanti l'impunité à ceux qui ont participé à des crimes, pendant la guerre civile et durant le régime franquiste. La loi est toujours en vigueur et a été utilisée comme prétexte pour ne pas enquêter et poursuivre les violations des droits humains franquistes.[non neutre]
La loi était le symbole le plus clair explicite du « pacte de l'oubli » de l'Espagne  — une décision des partis et acteurs politiques espagnols, pendant et après la transition démocratique espagnole , de ne pas s'attaquer aux atrocités commises par l'État espagnol,. La loi d'amnistie de 1977 a été critiquée par les universitaires pour avoir assimilé « victimes et agresseurs » et pour avoir protégé les auteurs de violations des droits de l'homme de poursuites pénales et des sanctions. L'Espagne a fait valoir que les auteurs de crimes contre l'humanité ne peuvent être poursuivis pour des crimes commis avant 1939; cependant, les Nations Unies ont soutenu que les crimes de l'ère franquiste devraient pouvoir faire l'objet d'une enquête. En février 2012, le Haut-Commissaire des Nations Unies aux droits de l'homme a demandé l'abrogation de la loi d'amnistie de 1977, au motif qu'elle viole le droit international relatif aux droits de l'homme. Le Commissaire a évoqué l'obligation de l'Espagne de respecter le Pacte international relatif aux droits civils et politiques. En vertu du droit international des droits de l’homme, il n’y a pas de délai de prescription pour les crimes contre l’humanité. En 2013, un groupe de travail d'experts des Nations Unies a de nouveau appelé l'Espagne à abroger la loi de 1977.
En 2008, le juge Baltasar Garzón a brièvement ouvert une enquête officielle, tenant symboliquement Franco et son régime pour responsable de la disparition de plus de 100 000 citoyens espagnols. En 2009, Manos Limpias, un syndicat d'extrême droite pro-franquiste, a porté plainte contre le juge pour avoir violé la loi d'amnistie,. Garzón a été acquitté des accusations d'« avoir sciemment agi sans en avoir la juridiction», liées à son enquête sur les crimes franquistes, mais a ensuite été radié du barreau pendant 11 ans par la Cour suprême espagnole en 2012, pour une accusation sans rapport.
Depuis 2010, la juge argentine María Servini de Cubría a enquêté sur les violations des droits civiques sous le régime franquiste. En 2018, elle a accepté d’étendre son enquête aux crimes spécifiquement contre les femmes.

## Voir également
- Loi de mémoire démocratique de 2022 sur l'héritage du franquisme
- Loi sur la mémoire historique de 2007 concernant l'héritage du franquisme